# Mimegralla cyanescens
Mimegralla cyanescens är en tvåvingeart som först beskrevs av Walker 1861. Mimegralla cyanescens ingår i släktet Mimegralla och familjen skridflugor.
Artens utbredningsområde är Myanmar. Inga underarter finns listade i Catalogue of Life.